# Elektrostaal

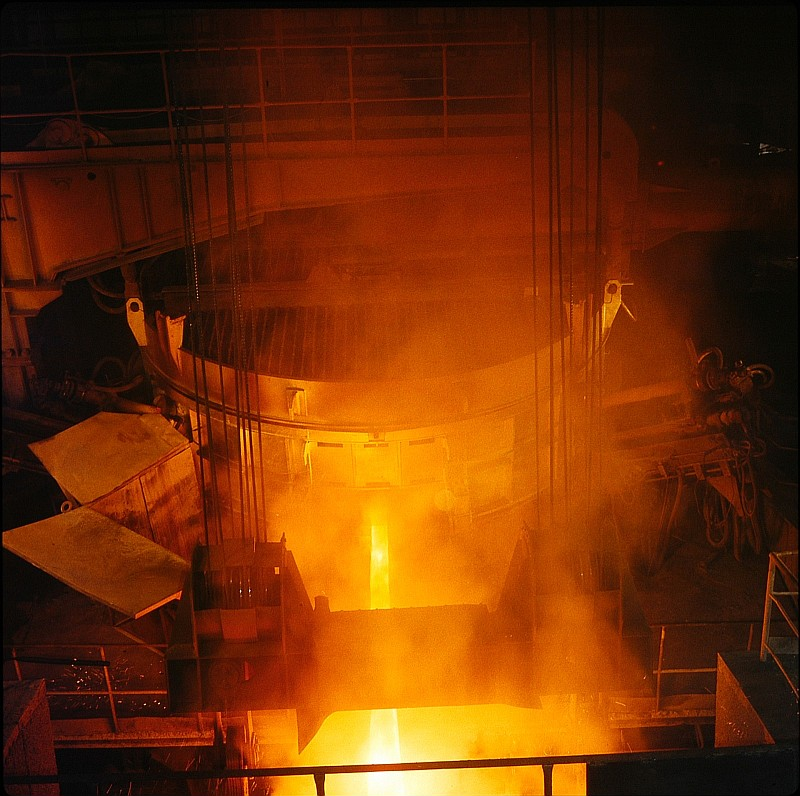
Elektro-oven

Elektrostaal is de naam voor staal dat vervaardigd is in een elektro-oven, ook Héroult-oven of vlamboogoven genaamd.
Het proces werd in 1900 uitgevonden door Paul Héroult (1863-1914). Vanaf 1906 werd het op commerciële schaal toegepast in België en Duitsland. Vooral na 1914 nam de betekenis ervan toe. In Nederland werd elektrostaal sinds 1921 geproduceerd, en wel door Demka. Later was het Nedstaal dat elektrostaal uit schroot vervaardigde.
Het belang van dit proces is dat als grondstof uitsluitend schroot kan worden gebruikt. Aldus zijn elektrostaalfabrieken niet gebonden aan een hoogovenproces voor de productie van ruwijzer, maar kunnen als zelfstandige eenheden fungeren.